# Lambis robusta
Espèce
Lambis robusta (en anglais, False Scorpion conch en raison de sa ressemblance avec Lambis scorpius, la conque scorpion ; c'est pourquoi Lamarck l'a également nommé Pterocera pseudoscorpio),, est une espèce de mollusques gastéropodes marins appartenant au genre Lambis (famille des Strombidae), endémique de l'archipel de la Société, en Polynésie française,,.

## Description du coquillage
Les coquilles atteignent de 10 à 20 centimètres de longueur, lorsqu'elles sont développées. Bien que similaire à celles de Lambis scorpius, elles sont caractérisées par la présence de projections de forme très ondulée, dont la troisième et la quatrième ont généralement une base commune, au bord de l'ouverture. Avec un canal siphonal allongé et peu courbé vers l'ouverture, elles présentent des cordons spiralés épais, plissés et espacés sur la surface de leur dernier tour,,.

## Étymologie derobusta
L'étymologie de robusta est liée à sa comparaison avec l'espèce scorpius, précisément parce qu'elle possède une coquille plus robuste que cette dernière espèce.

## Habitat et comportement
Lambis robusta se trouve dans les eaux bathymétriques près de la côte, et dans les habitats benthiques et les substrats sédimentaires.